# Gotra longicornis
Gotra longicornis is een insect uit de familie van de gewone sluipwespen (Ichneumonidae). De wetenschappelijke naam van de soort werd in 1902 gepubliceerd door Cameron.